# Lilith Kugler
Lilith Kugler (* 1991 in Stuttgart) ist eine deutsche Filmemacherin.

## Leben und Werk
Kugler verbrachte ihre Kindheit zeitweise in Burkina Faso und auf den Philippinen. 2009 arbeitete sie an einer Musik-DVD aus der Sahelzone mit. In den Jahren 2010/2011 kehrte sie im Rahmen eines Freiwilligenjahres auf die Philippinen zurück und arbeitete für die Deutsche Gesellschaft für Internationale Zusammenarbeit (GIZ). Anschließend nahm sie 2011  an der Fachhochschule Stuttgart ein Studium der Audiovisuellen Medien auf. 2013/14 war sie parallel als Gaststudentin an der Foundation University, Dumaguete City, und studierte Broadcast Communication. Es schlossen sich auf den Philippinen noch Praktika an. Das Studium beendete Kugler 2017 mit dem Bachelor an der FH Stuttgart.
In Burkina Faso drehte sie mit Die Krankheit der Dämonen ihren ersten Film. Er handelt vom Aufbau eines Psychiatriezentrums. In Burkina Faso sind psychisch Kranke oftmals ausgestoßen, weil sie nach einem Aberglauben von Dämonen besessen seien. 2019 wurde ihr Film beim Snowdance Independent Film Festival als Bester Dokumentarfilm ausgezeichnet.
2020 folgte der Kurz-Dokumentarfilm Selfish über das Verhältnis von Fischen und Menschen. Der Film wurde beim Foresight Film Festival in Halle/Saale ausgezeichnet und lief auf internationalen Festivals.
Lilith Kugler begann 2020 ein Masterstudium für Regie an der Filmuniversität Babelsberg Konrad Wolf. Während der Corona-Pandemie begann sie ab 2021 über mehr als zwei Jahre hinweg einen Film über obdachlose Drogenabhängige in Friedenau zu drehen. Der Film Hausnummer Null wurde beim Filmfestival Max Ophüls Preis 2024 uraufgeführt und als Kleines Fernsehspiel beim ZDF gezeigt. Beim Internationalen Dokumentarfilmfestival München wurde der Film als Bester studentischer Dokumentarfilm 2024 mit dem megaherz Student Award ausgezeichnet.

## Filmografie
- 2018: Die Krankheit der Dämonen (La Maladie du Démon) (Regie, Drehbuch, Kamera, Schnitt, Produktion)
- 2020: Selfish (Drehbuch, Kamera, Produktion)
- 2022: Die Vogelfrau (Drehbuch)
- 2023: Hausnummer Null (Regie, Drehbuch)
- 2024: Silent War (AT) (Drehbuch)

## Auszeichnungen

### Die Krankheit der Dämonen
- 2019: Bester Dokumentarfilm beim Snowdance Independent Film Festival 2019[2]

### Selfish
- 2020: 3. Preis Foresight Film Festival[2]

### Hausnummer Null
- 2024: megaherz Student Award als Bester studentischer Dokumentarfilm beim DOK.fest München[2]
- 2024: Preis für die Beste Bildgestaltung und für den Besten Dokumentarfilm beim Filmkunstfest Mecklenburg-Vorpommern[2]
- 2024: Preis der Ökumenischen Jury beim Festival achtung berlin[2]
- 2024: Preis für den besten Dokumentarfilm beim FILMZ – Festival des deutschen Kinos[6]